# Katuena-Tunayana
Katuena-Tunayana, ook wel Katwena-Tunayana, is een Caribische taal die gesproken wordt door de inheemse volken Katuena en Tunayana in het stroomgebied van de Trombetas in Brazilië.
Dit gebied is de oorspronkelijke woonplaats van de Katuena en Tunayana. Een deel van beide volken verhuisde tussen 1963 en 1967 naar Alalapadoe in Suriname en trok in 1976-1977 door naar Kwamalasamoetoe, waar het tussen de Trio-bevolking woont.